# Lucien Monteil
Pour les articles homonymes, voir Monteil.
Lucien Monteil (1903-1994) est un vétérinaire, résistant et homme politique français.

## Biographie
Fils du mécanicien d'origine nîmoise Ernest Monteil (d) et de l'institutrice Eugénie Monteil (d), Lucien Monteil naît à Roanne « dans une vieille famille protestante » le 12 mars 1903.
Ingénieur agronome, il soutient sa thèse d'exercice en médecine vétérinaire à Lyon en 1928. Il enseigne à l'École nationale supérieure agronomique de Montpellier.
Il fait le choix de s'établir à Vergèze. Il y fonde la cave coopérative, bâtie en 1939 par Henri Floutier. Il participe également à la mise en place du collège Cévenol en 1938, et s'exprime au sein du synode de l'Union nationale des Églises protestantes réformées évangéliques de France la même année. Il est par ailleurs membre du conseil presbytéral de l'église de son village, du conseil régional, puis du conseil national de l'ERF.
Durant la Seconde Guerre mondiale, il est fait prisonnier mais s'évade. Il entre en résistance en cachant des personnes juives au Pont-de-Montvert. Actif au sein des Mouvements unis de la Résistance, puis dans le Mouvement de libération nationale, il devient membre du comité départemental de libération du Gard.
Après avoir été président du comité local de libération de Vergèze, il accepte le fauteuil de maire, surtout, selon Jacques Galtier, pour « éviter tous les débordements prévisibles ». Actif dans le mouvement du christianisme social, il soutient aux côtés de Philippe Lamour la construction du canal du Bas-Rhône Languedoc. Il soutient également le mouvement de mondialisation des communes.
En 1951, il est également élu conseiller général du Gard pour le canton de Vauvert. Il préfère raccrocher en 1958, devant l'imminence de la guerre d'Algérie, et quitte la Section française de l'Internationale ouvrière.
En 1971, il adhère au Parti socialiste.
Il s'éteint à Nîmes le 25 mai 1994.

### Vie personnelle
Marié d'abord à Lucie Chapel(d), il épouse ensuite Odette Rollier(d). Il est le père du rhumatologue Jacques Monteil (d).

## Distinctions
- Chevalier de la Légion d'honneur (1947)[6].
- Officier du Mérite agricole (1947)[7].
- Officier d'Académie (1948)[8].
- Officier de l'Instruction publique[4]